# Randy Crawford
Randy Crawford (født 18. februar 1952) er en amerikansk jazz-, soul- og r&b-sangerinde, der nok er mest kendt for 1980'er-hittene "One Day I'll Fly Away" og "Almaz", der begge er ballader, men hun har også sunget en lang række mere up-beat sange.
Hun blev født som Veronica Crawford i Macon, Georgia, og hendes karriere begyndte med en række klubengagementer omkring 1970. Da hun snart kom til at synge med kendte navne som George Benson og Cannonball Adderley i New York, kom der skub i karrieren. Op gennem 1970'erne blev det derudover til optrædener med musikere som Al Jarreau, Johnny Bristol og Quincy Jones, der befandt sig inden for jazzen eller i grænselandet mellem jazz og r&b. Hun fik udgivet sit første album Everything Must Change i 1976, men det blev samarbejdet med jazzgruppen The Crusaders, der gav hende et gennembrud. Hun medvirkede på deres album Street Life, og det funkprægede titelnummer med Crawford i den vokale forgrund blev et pænt hit i en række lande.
Det blev begyndelsen på hendes glansperiode, og det efterfølgende album Now We May Begin inkluderede "One Day I'll Fly Away", der nåede helt til tops flere steder i Europa. Efterfølgende album som Secret Combination, Wind Song, Abstract Emotions og Rich and Poor blev ligeledes pæne successer for Crawford. Hun blev blandt andet kendt for fine fortolkninger af standardnumre som "Rainy Night in Georgia" og John Lennon-sange som "Give Peace a Chance" og "Imagine". Også balladen "Almaz" blev et pænt hit for hende.
I 1990'erne vendte hun fra det mere pop-prægede repertoire tilbage til sine jazz- og soulrødder med albummet Naked and True. I 2000'erne har hun blandt andet spillet sammen med Joe Sample fra det oprindelige The Crusaders.